# Carlina acanthifolia
Carlina acanthifolia, comúnmente llamado camaleón o simplemente carlina, es una especie de planta herbácea del género Carlina de la familia Asteraceae que crece en regiones montañosas de Europa.

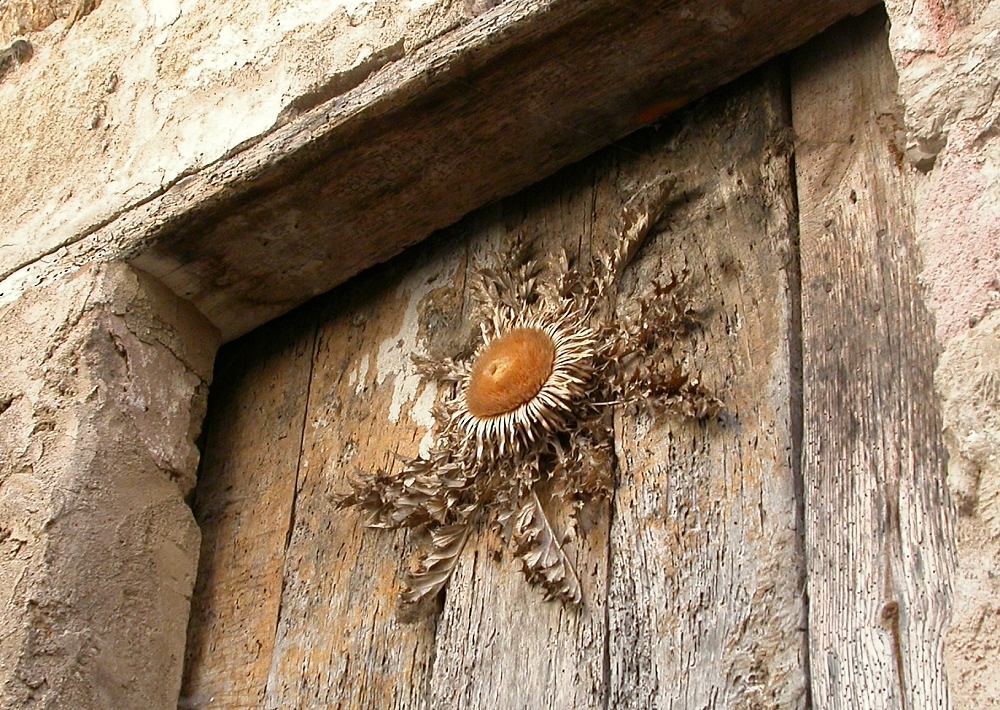
Carlina acanthifolia decorativa

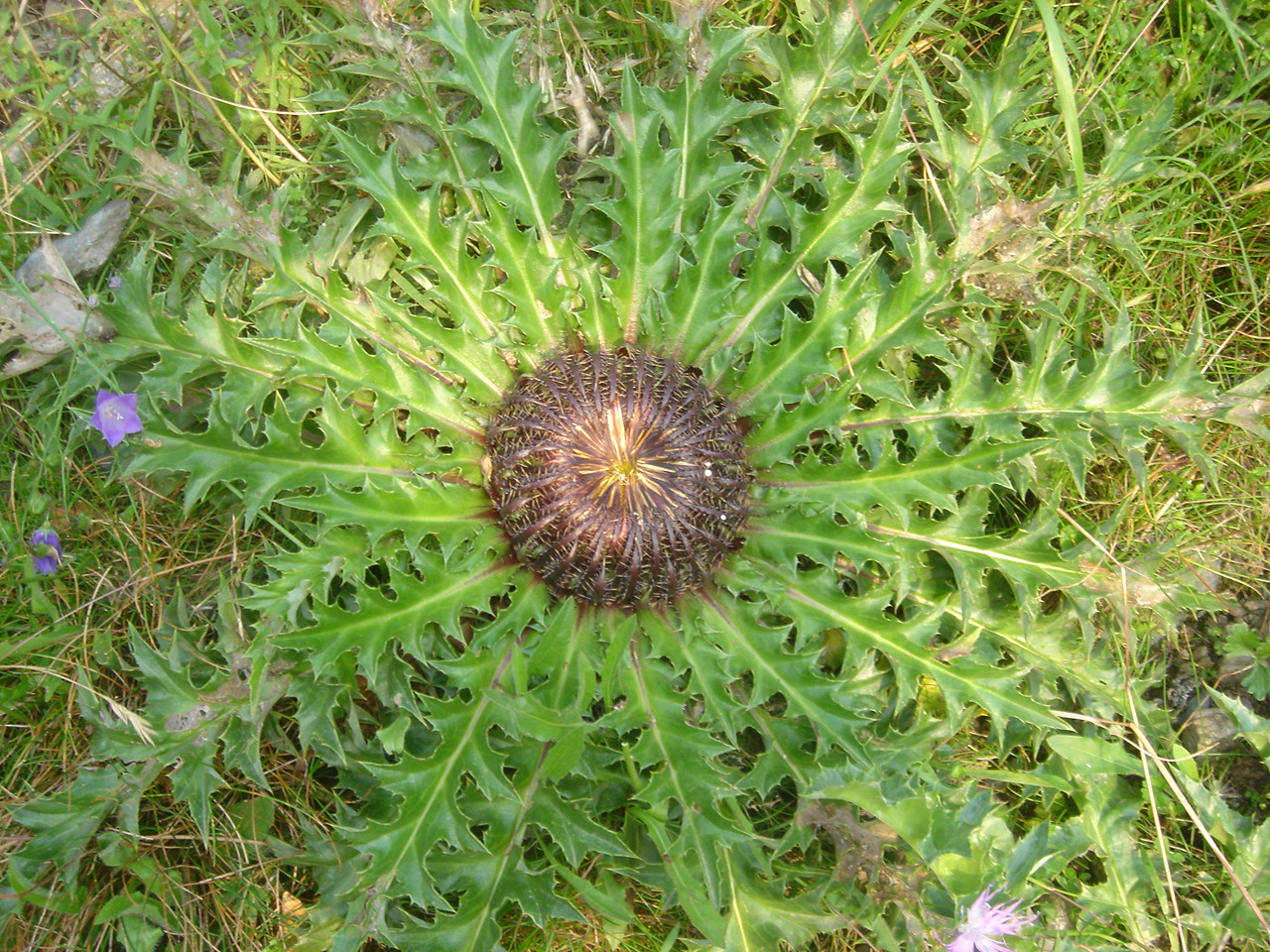
Detalle de la planta

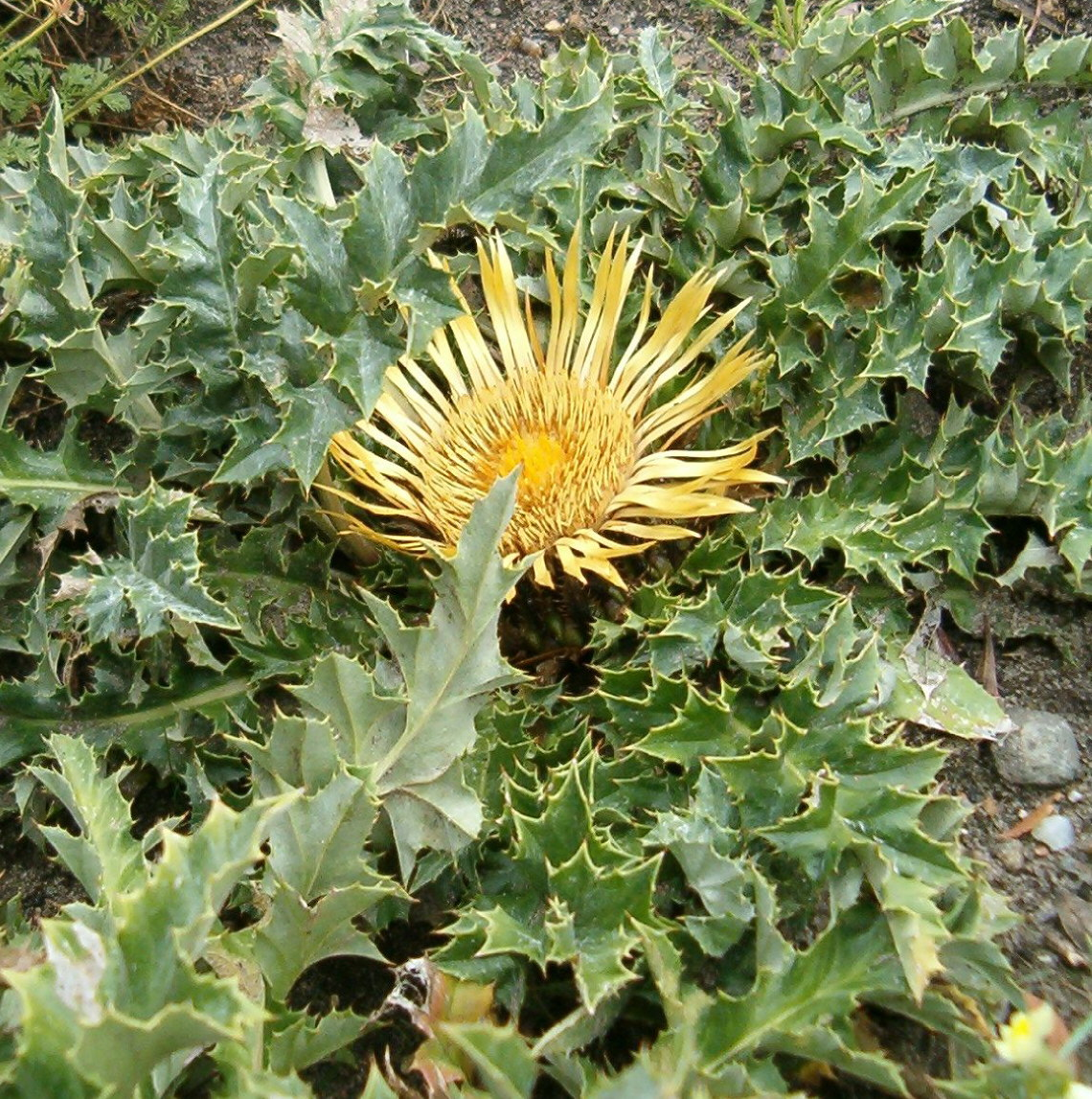
En su hábitat

## Descripción
Es una planta vivaz bienal, espinosa, semejante al cardo, con el tallo rígido. Hojas lobuladas y punzantes y flores rodeadas de brácteas espinosas, excepto las más internas, patentes y mucho más largas que los flósculos, que se asemejan a lígulas.

## Propiedades
A menudo era buscada y cosechada por su aspecto decorativo. Este cardo sirve de barómetro ya que su inflorescencia se cierra ante la proximidad de mal tiempo. Las flores se pueden mantener en seco y con frecuencia se colgaban en las puertas de algunos pueblos, como llamada a la buena suerte y protección. Está en peligro y está protegido ahora. 
Sus hojas son comestibles y espinosas y su raíz se consideró un remedio para muchas enfermedades.

## Taxonomía
Carlina acanthifolia fue descrita por Carlo Allioni y publicado en Auctarium ad Synopsim Methodicam Stirpium Horti Reg. Taurinensis, 15, 1773.
Etimología
- Carlina: nombre genérico debido a que, según una leyenda, los ángeles le enseñaron a Carlomagno cómo debía emplear la variedad Carlina acaulis contra la peste, y que así libró a sus huestes de ella; y la planta se nombró así en su honor. Más tarde, la leyenda cambió a Carlomagno por Carlos I de España.[2] Esta última interpretación sería la que sirvió de base a Linneo para nombrar al género.
- acanthifolia: epíteto latino que significa «con hojas de acanto».[3]

Taxones infraespecíficos aceptados
- Carlina acanthifolia subsp. cynara (Pourr. ex DC.) Rouy
- Carlina acanthifolia subsp. utzka (Hacq.) Meusel & Kästner

Sinonimia
- Carlina acanthifolia var. acanthifolia
- Carlina acanthifolia subsp. acanthifolia
- Carlina acanthifolia var. argentea Cariot & St.-Lag.
- Carlina chardousse Vill.
- Chromatolepis magna Dulac

## Nombres comunes
- Castellano: camaleón, carlina.[5]